# Fly Williams
James Williams, detto Fly (Brooklyn, 18 febbraio 1953), è un ex cestista statunitense, professionista nella ABA.

## Carriera
Venne selezionato dai Philadelphia 76ers al nono giro del Draft NBA 1976 (152ª scelta assoluta).
La sua storia è raccontata nel libro Heaven is a playground.

## Palmarès
- Campione EBA (1976)